# Angelita di Anzio/Ora che te ne vai
Angelita di Anzio è una canzone italiana del 1964 del gruppo musicale Los Marcellos Ferial. Gli autori sono Romano, Biggero, Minerbi, Timò.

## Storia
Secondo il testo della canzone, una bambina dell'età di circa cinque anni fu trovata sola e in lacrime su una spiaggia romana, all'altezza dell'attuale Anzio, nel gennaio del 1944. Secondo la versione più conosciuta della vicenda, il soldato scozzese del Royal Scots Fusiliers, Christopher S. Hayes, ed alcuni suoi commilitoni, o forse alcuni soldati brasiliani, raccolsero la bimba e, poiché non riuscirono a trovare la sua famiglia né alcun'altra informazione su di lei, la adottarono dandole il nome di Angelita di Anzio

## Il monumento
Molti anni dopo il Comune di Anzio, in considerazione della popolarità che la storia tramandata aveva assunto e del suo possibile valore simbolico, decise di erigere un monumento dedicato alla bambina. L'opera, affidata allo scultore Sergio Cappellini, rappresenta la bimba circondata da un volo di gabbiani.
L'inaugurazione del monumento è avvenuta il 22 gennaio 1979, in occasione dell'anno mondiale dei bambini.